# Fuerza Naval de Nicaragua
La Fuerza Naval de Nicaragua es una dependencia fuerzas armadas de Nicaragua de tipo armada marítima que se encarga de proteger y monitoriar el territorio marítimo de la nación, además de salvaguardar a la población que habita en las zonas costeras del país e islas tanto internas y externas del país ante desastres naturales.
La Fuerza Naval de Nicaragua es una heredera directa de la marina de guerra sandinista que fue renombrada en 1995.

## Antecedentes históricos
El 13 de agosto de 1980, se fundó la Marina de Guerra Sandinista (MGS), como una necesidad de proteger los espacios marítimos nicaragüenses, denominándosele antes de esta fecha Sección Naval, adscrita a las Tropas Guarda Fronteras.
En la década de los años 80, se adquirieron de los gobiernos de la Unión de Repúblicas Socialistas Soviéticas, Francia, España y Corea del Norte, unidades de superficie de los tipos Vedette, Griff, Barreminas, Coreanas, Aist y radares de exploración costera, así como aparatos de exploración lumínicos, lo que fortaleció la seguridad marítima en el cumplimiento de misiones de defensa de las fronteras, protección de objetivos estratégicos, transporte y apoyo a la población civil durante los desastres naturales.
Desde 1980 se inició la preparación del cuerpo de oficiales y sargentos, en las academias navales y escuelas de preparación de especialistas menores en Cuba, Corea del Norte y la URSS.
En octubre de 1988, la Marina de Guerra tuvo una participación destacada en el auxilio, evacuación y protección de la población del Caribe nicaragüense, que fue afectada por el paso del huracán Joan.
Posteriormente, en la década de los años 90, se amplió la cooperación con becas a otros países: España, Rusia, Corea del Norte, México, Francia, Cuba, Estados Unidos de América, Argentina, Perú,  Canadá y Suecia.
En 1990 la Marina de Guerra Sandinista, ante los cambios estructurales del Ejército Popular Sandinista, pasó a denominarse Fuerza Naval del Ejército Popular Sandinista y en 1995 tomó el nombre de Fuerza Naval del Ejército de Nicaragua.

## Actualidad
La fuerza naval realiza asistencias de rescate y salvamento a embarcaciones que corren riesgos en el océano Pacífico y mar Caribe, además de embarcaciones en los ríos y lagos del país. Realiza operaciones de intercepción de navíos utilizados para el narcotráfico y el resguardo de las aguas territoriales y zonas económicas exclusivas evitando que navíos extranjeros realicen pecas ilegal. Durante amenazas naturales como huracanes y tormentas tropicales tiene el papel de recatar embarcaciones y mantener la seguridad de las zonas costeras del país.
Luego del fallo emitido el 19 de noviembre de 2012 por la Corte Internacional de Justicia (CIJ) de La Haya, que restituyó los espacios marítimos que le pertenecen al Estado de Nicaragua en el mar Caribe con la puesta en marcha de la Misión Paz y Soberanía “General Augusto C. Sandino” la Fuerza Naval del Ejército de Nicaragua ha mantenido constante presencia en esta zona, para defender nuestras fronteras marítimas y ejercer soberanía sobre nuestras aguas jurisdiccionales.

Territorio marítimo entregado por La Haya a Nicaragua en 2012

La FN-EN fue reforzada con las naves GC409 Soberanía I y la GC411 Soberanía II embarcaciones clase corbeta, adquiridas a Damen Trading, siendo patrulleras de segunda mano, previamente operadas por Jamaica. También se abanderaron 2 modelos comerciales que serían convertidos a auxiliares patrulleros en astilleros caribeños y luego navegarían a través del canal de Panamá a su destino en la base de Corinto. La FN-EN clasifica estos modelos como logísticos, pero ambas llevan un poderoso armamento, por lo que en realidad se consideran cañoneros. Ambos serían sometidos a pruebas de tiro naval. Se trata del BA 406 Farallones y el BA 408 Nacascolo, equipados con 2 pedestales navales, uno a babor y otro a estribor, que acomodan 1 ametralladora pesada KPVT de 14,5 mm. y pedestales de ametralladoras de calibre 12,7 mm. a cada lado del puente. A proa va 1 ADS-N de 23 mm. y en el caso del 408, otro de ellos va a popa. También se les ha dotado de 1 lanzador de cohetes múltiples. Con estos son 4 los auxiliares asimilados por la Marina nicaragüense. El BA 405 Tayacán fue incorporado en 2006 y, junto con el BA 407 Soberanía, sirve en el Caribe. La principal pieza de artillería naval es el ADS-N de 23 mm., la versión naval del ZU-23-2. Se trata de un arma poderosa diseñada para la destrucción de objetivos aéreos dentro del rango de 2.500 m. a una altitud de 1.500 m., así como contra blancos marítimos blindados ligeros y puntos de tiro costeros dentro del rango de 2.000 m. Los pedestales navales acomodan una ametralladora pesada KPVT de 14,5 mm. y permiten el uso del arma por 1 solo artillero, pudiendo disparar en ráfagas cortas (10-15) y ráfagas (hasta 50), contra objetivos de superficie y costeros a distancias de hasta 2.000 m.; y objetivos aéreos a altitudes de hasta los 1.500 m. y a distancias de hasta 2.000 m. con munición de bala incendiaria perforante de blindaje B-32. 
En el Golfo de Fonseca, la Fuerza Naval realizó 2.589 patrullas marítimas, 3.945 líneas de vigilancia en resguardo de la soberanía nacional con 480 relevos de tropas, navegó 39.755 millas náuticas, con resultados de 1.018 embarcaciones extranjeras y 3.485 tripulantes retenidos por labores de pesca ilegal en aguas jurisdiccionales. Entre noviembre de 2012 y septiembre de 2019, en su misión dentro de la Misión Paz y Soberanía General Augusto C. Sandino en el Caribe Norte, la Fuerza Naval habría cumplido 8.279 misiones navegando 233.852 millas náuticas, realizando 194 relevos de tropas. Destaca en el cumplimiento de estas misiones 4.986 líneas de vigilancia, 3.099 patrullas marítimas, 70 misiones de búsqueda, salvamento y rescate a 426 personas con vida, 42 embarcaciones auxiliadas, protección a 142 embarcaciones en promedio por día a la flota pesquera nacional e internacional que faenan en aguas jurisdiccionales nicaragüenses, permitiendo la exportación de 304.088.010 de libras de productos marítimos.

## Organización

### Infantería de marina

#### • 1er Batallón de Tropas Navales Comandante Richard Lugo Kautz
tiene un Destacamento de Operaciones Especiales Navales, una compañía de IM en cada Distrito Naval (Pacífico y Caribe) y una Compañía de Comandancia (Reserva). Su CG se encuentra en la zona de Puerto Sandino, en el municipio de Nagarote (Departamento de León). Sus misiones consisten en resguardar y asegurar diferentes objetivos económicos e infraestructuras estratégicas, como la refinería El Supremo Sueño de Bolívar, la planta eléctrica de Geosa (antes Nicaragua), la subestación eléctrica de Enatrel, la planta de procesamiento de camarones, patrulla de costas y protección a los buques mercantes, entre otros. Hace uso de lanchas tiburoneras de Eduardoño rehabilitadas para su uso y desplazamiento. Se especula que al igual que ha sucedido en Honduras y Guatemala, los interceptores rápidos BW370 y NorTech están operados por el Destacamento de Operaciones Especiales Navales, junto con botes de colchónde hule donados por EE. UU. y Rusia. Se realizó la revitalización de varios PT- 76, que en realidad son inútiles como medios de reconocimiento de combate para la BIM, pero ideales para misiones de apoyo en manos de este Batallón fluvial, así como el otro de Infantería Naval, por lo que se cree que los PT-76 existentes han pasado a manos de esa unidad.

#### • El Destacamento Naval de Aguas Interiores Hilario Sánchez Vásquez
tiene su sede en Granada, con un nuevo cuartel donado por Rusia, y funciona desde 14 módulos prefabricados (estaciones fluviales) y 18 puestos de control en Altagracia, El Paso, Solentiname, Malacatoya, San Carlos, San Miguelito, El Menco, Altagracia, Moyogalpa, Puerto Díaz, Cárdenas, Colón, Papaturro, San Carlos, La Virgen, otros puntos del Lago de Managua y más sitios, como el Lago Cocibolca y el de Xolotlán. Utiliza lanchas tiburoneras de Eduardoño rehabilitadas, hasta 12 Zodiac de colchón de hule y 6 pantaneras.

#### • 2º Batallón de Tropas Navales Subcomandante Mario José Alembaán Escor
establecido Mediante Orden N°18/2019. 

### Distrito naval Pacífico
El Distrito Naval Pacífico General de Brigada Juan Santos Morales se encarga de operar hasta 17 lanchas rápidas reacondicionadas de Eduardoño y 2 NorTech 43 y sus unidades mayores incluyen los Guardacostas (GC) 402 Cacique Diriangen, 404 Cacique Agateyte y el renumerado Dabur 202 (antes 203) Cacique Tenderí. Se han incorporado los auxiliares logísticos BA 406 Farallones y el BA 408 Nacascolo.

### Distrito naval Caribe
En el Caribe, con un personal un poco superior a los 200 efectivos, se utilizan 18 lanchas remozadas de Eduardoño, hasta 3 BW370 y 2 NorTech 43, además de mantener 1 buque auxiliar y 1 guardacostas en estación. Las unidades mayores del Distrito Naval Caribe General de Brigada Adolfo Cockburn incluyen los GC 201 Río Grande de Matagalpa, GC 205 Río Escondido, GC 301 Río Segovia, GC 401 Héroe Nacional General de División José Santos Zelaya López, GC 403 Héroe Nacional General de División José Dolores Estrada Vado, además de 3 BW370. Se suman el GC409 Soberanía I y la GC411 Soberanía II, junto con los auxiliares logísticos BA 405 Tayacán y el BA 407 Soberanía.
• En 2017 se incorporó el Puesto de Avanzada Naval en Cayos Miskitos, a 50 millas náuticas de la Costa del Caribe.